# Lipiec 2025

## 31 lipca
- Inwazja Rosji na Ukrainę:

- Siły rosyjskie przeprowadziły ataki dronów i pocisków manewrujących na Kijów na Ukrainie, zabijając co najmniej osiem osób i raniąc co najmniej 88 kolejnych. Co najmniej jeden wieżowiec całkowicie się zawalił.
- Prezydent Wołodymyr Zełenski podpisał ustawę przywracającą niezależność Narodowego Biura Antykorupcyjnego (NABU) i Specjalnej Prokuratury Antykorupcyjnej (SAPO). Ukraina stanęła w obliczu zawieszenia wsparcia finansowego ze strony Unii Europejskiej i G7, jeśli te agencje nie będą niezależne.

## 30 lipca
- U wybrzeży Kamczatki doszło do jednego z najsilniejszych trzęsień ziemi (o magnitudzie 8,8) w historii pomiarów. W wielu krajach wzdłuż wybrzeży Pacyfiku wydano ostrzeżenia przed tsunami[3][4].
- Rząd Australii ogłosił, że od grudnia 2025 roku obejmie swoim zakazem korzystania z mediów społecznościowych przez nastolatków również serwis YouTube, po przeprowadzeniu badania dotyczącego szkodliwych treści zgłaszanych na tej stronie[5][6].
- Rosyjska agencja federalna Rospotrebnadzor zablokowała usługę internetową speedtest.net po zidentyfikowaniu domniemanych zagrożeń dla bezpieczeństwa publicznej sieci komunikacyjnej i segmentu internetu w Rosji[7].

## 29 lipca
- Inwazja Rosji na Ukrainę: Siły rosyjskie przeprowadziły ataki dronów i pocisków manewrujących na Ukrainę, zabijając co najmniej 25 osób i raniąc dziesiątki kolejnych, w tym 16 więźniów, którzy zginęli w nalocie na więzienie w Zaporożu[8].
- Co najmniej 18 osób biorących udział w pielgrzymce Kanwar Yatra zginęło w wypadku autobusowym w Deoghar w stanie Jharkhand w Indiach[9][10].
- Do 34 wzrosła liczba ofiar powodzi w Hebei i Pekinie w Chinach, a osiem osób uznano za zaginione[11].

## 27 lipca
- W wyniku wywrócenia się dużej drewnianej łodzi w stanie Niger w Nigerii zginęło 25 osób, 26 zostało uratowanych, a ok. 49 uznano za zaginione[12][13].
- Prezydent Stanów Zjednoczonych Donald Trump i przewodnicząca Komisji Europejskiej Ursula von der Leyen ogłosili umowę handlową, która zwiększy inwestycje Unii Europejskiej w USA o 600 miliardów dolarów i ustanowi 15% cło na cały eksport z UE, a niektóre towary amerykańskie wwożone do UE będą zwolnione z ceł. UE zgadziła się również na zakup amerykańskich produktów energetycznych o wartości 750 miliardów dolarów[14].
- Zakończył się wyścig Tour de France 2025, którego zwycięzcą został Tadej Pogačar[15].
- Zakończyły się Mistrzostwa Europy w Piłce Nożnej Kobiet 2025. Wygrała reprezentacja Anglii[16].

## 26 lipca
- Co najmniej 18 osób zginęło, a 48 zostało rannych, gdy autobus przewrócił się na autostradzie w Andach, w departamencie Junín w Peru[17].
- Inwazja Rosji na Ukrainę: Siły rosyjskie przeprowadziły nocny atak dronów i pocisków manewrujących na Dniepr na Ukrainie, w wyniku którego zginęły co najmniej trzy osoby i uszkodzono wiele budynków mieszkalnych[18].

## 25 lipca
- Online Safety Act 2023: Według Ofcomu tysiące stron internetowych zaczęło wprowadzać weryfikację wieku, aby blokować „treści dla dorosłych” dla brytyjskich widzów poniżej 18 roku życia[19].

## 24 lipca
- Samolot An-24 linii Angara Airlines lecący do Tyndy rozbił się w lesie w obwodzie amurskim w Rosji. W wyniku katastrofy zginęło 49 osób na pokładzie, w tym pięcioro dzieci[20][21].

## 22 lipca
- W wyniku czołowego zderzenia minibusa z ciężarówką zginęło 17 osób, a kilka zostało rannych w prowincji Harare w Zimbabwe[22].
- Ukraiński parlament uchwalił ustawę podporządkowującą Narodowe Biuro Antykorupcyjne i Specjalną Prokuraturę Antykorupcyjną Prokuratorowi Generalnemu, co wywołało powszechne protesty w całym kraju, największe od czasu rosyjskiej inwazji w 2022 roku. Pomimo apeli o zawetowanie ustawy, prezydent Wołodymyr Zełenski podpisał ją[23][24].

## 21 lipca
- Co najmniej 31 osób zginęło, a ponad 50 zostało rannych, gdy samolot szkoleniowy FT-7BGI Sił Powietrznych Bangladeszu rozbił się na terenie kampusu szkoły wyższej w Uttara, Dhaka, Bangladesz[25].
- Co najmniej 22 osoby poniosły śmierć, a ponad 90 tys. zostało ewakuowanych w wyniku uderzenia tropikalnego sztormu Wipha w Filipiny i Koreę Południową[26].
- Amerykański Komitet Olimpijski i Paraolimpijski ogłosił zakaz udziału kobiet transseksualnych w sportach kobiecych zgodnie z rozporządzeniem wykonawczym wydanym na początku 2025 roku[27].

## 20 lipca
- 17 osób zginęło, a 11 zaginęło w wyniku ulewnych deszczy w Korei Południowej[28].

## 19 lipca
- Co najmniej 34 osoby zginęły, 11 uratowano, a osiem uznano za zaginione, w tym dzieci, gdy w wyniku burzy statek turystyczny „Wonder Sea” wywrócił się w zatoce Hạ Long w prowincji Quảng Ninh w Wietnamie[29].
- Co najmniej 21 osób zginęło, a 34 zostało rannych, gdy autobus przewrócił się i rozbił w mieście Kawar, w prowincji Fars w Iranie[30].

## 17 lipca
- Co najmniej 60 osób zginęło, 11 zaginęło, a wiele zostało rannych w pożarze centrum handlowego w Al-Kut, w prowincji Wasit w Iraku. Ogłoszono trzy dni żałoby, a właścicielowi budynku i centrum handlowego wytoczono procesy sądowe[31][32].
- Rada Najwyższa Ukrainy mianowała Juliję Swyrydenko nowym premierem, następcą Denysa Szmyhala[33].
- Rząd brytyjski ogłosił, że obniży wiek uprawniający do głosowania do 16 lat, co umożliwi 16- i 17-latkom głosowanie w nadchodzących wyborach powszechnych[34].

## 16 lipca
- Ulewne deszcze w pakistańskiej prowincji Pendżab zabiły co najmniej 63 osoby[35].
- Prezydent USA Donald Trump podpisał ustawę HALT Fentanyl Act, która zaklasyfikowała wszystkie substancje zawierające fentanyl, w tym narkotyki syntetyczne, jako substancje kontrolowane z Wykazu I[36].

## 15 lipca
- Prezydent USA Donald Trump ogłosił nową umowę handlową z Indonezją, na mocy której Indonezja zakupi energię o wartości 15 miliardów dolarów i produkty rolne o wartości 4,5 miliarda dolarów, a także 50 samolotów Boeing. Indonezja zezwoli również na import produktów amerykańskich bez ceł, a Stany Zjednoczone utrzymają 19% cło na wszystkie towary pochodzące z Indonezji[37].

## 13 lipca
- Zakończył się wielkoszlemowy turniej Wimbledon 2025. W grze pojedynczej kobiet zwyciężyła Iga Świątek[38], a wśród mężczyzn triumfował Jannik Sinner[39].
- Zakończył się wyścig Giro d’Italia Women 2025, którego zwyciężczynią została Elisa Longo Borghini[40].

## 12 lipca
- Inwazja Rosji na Ukrainę: Rosja wystrzeliła 597 dronów i 26 pocisków manewrujących w kierunku Ukrainy, zabijając dwóch cywilów w Czerniowcach oraz raniąc 20 kolejnych i uszkadzając infrastrukturę w kilku miastach[41][42].
- Przedstawiciele Nowej Kaledonii podpisali porozumienie z rządem francuskim, ustanawiając „Państwo Nowej Kaledonii” w ramach Republiki Francuskiej, z zastrzeżeniem referendum. Nowe państwo miałoby natychmiast przejąć kontrolę nad niektórymi sprawami zagranicznymi i mieć możliwość uzyskania dalszych uprawnień, z zastrzeżeniem kolejnych referendów[43][44].
- Lista światowego dziedzictwa UNESCO w Australii: Galeria sztuki naskalnej w Parku Narodowym Murujuga w Australii Zachodniej została wpisana na listę światowego dziedzictwa UNESCO[45].
- W Warszawie rozpoczęła się 5. edycja Urban Art Area, największego przeglądu sztuki miejskiej w Polsce[46].

## 11 lipca
- Inwazja Rosji na Ukrainę: Prezydent Stanów Zjednoczonych Donald Trump potwierdził plany sprzedaży broni sojusznikom z NATO. Broń ma zostać dostarczona Ukrainie po tym, jak Pentagon wstrzymał dostawy broni[47][48].

## 10 lipca
- Inwazja Rosji na Ukrainę: 
  - Nocny rosyjski atak rakietowy i dronów na Kijów na Ukrainie zabił dwie osoby, ranił 16 i spowodował pożary w stolicy, w tym w wielu dzielnicach. Łącznie wystrzelono co najmniej 400 dronów i 18 pocisków[49].
  - Agenci rosyjskich służb specjalnych dokonali w Kijowie, udanego zamachu na pułkownika Iwana Woronycza, oficera Służby Bezpieczeństwa Ukrainy, który w mediach był określany jako jeden z architektów zamachu na prorosyjskiego separatystę Arsena Pawłowa w 2016 roku oraz ukraińskiego ataku na obwód kurski w 2024 roku[50][51][52].

## 9 lipca
- Co najmniej 13 osób zginęło, a dziewięć zostało rannych, gdy część mostu Gambhira w indyjskim stanie Gudźarat częściowo się zawaliła podczas porannego szczytu komunikacyjnego[53][54].
- Inwazja Rosji na Ukrainę: Siły rosyjskie wystrzeliły w nocy na Ukrainę 728 dronów. Był to największy atak dronów w historii tej wojny[55].
- Parlament Europejski i Rada Europejska zatwierdziły wniosek Bułgarii o przyjęcie euro, które 1 stycznia 2026 roku zastąpi lewa jako oficjalną walutę bułgarską[56][57].

## 8 lipca
- 10 osób zginęło, a kilka zostało rannych, gdy pożar i eksplozja spowodowały zawalenie się ośmiu pomieszczeń w fabryce fajerwerków w Virudhunagar w indyjskim stanie Tamilnadu[58].
- Niemiecki producent pojazdów Daimler Truck ogłosił, że do 2030 roku zamierza zwolnić ok. 5000 pracowników w kraju, aby zaoszczędzić 1 mld euro po spadku sprzedaży[59].

## 7 lipca
- Powódź w Teksasie: Liczba ofiar powodzi w Centralnym Teksasie w Stanach Zjednoczonych wzrosła do 104 osób, w tym 28 dzieci, a 41 kolejnych osób nadal uznawano za zaginione. Ostrzeżenia o gwałtownych powodziach były wydawane w związku z przewidywanymi dodatkowymi opadami deszczu[60].
- Inwazja Rosji na Ukrainę: Rosja wystrzeliła ponad 100 dronów w różne rejony Ukrainy, zabijając co najmniej 10 cywilów i raniąc 38 kolejnych[61].

## 6 lipca
- Liczba ofiar śmiertelnych zawalenia się wielopiętrowego budynku w Karaczi, w prowincji Sindh w Pakistanie, wzrosła do 27 osób. Ratownicy wydobyli 11 kolejnych ciał spod gruzów w ramach kończącej się 3-dniowej akcji ratunkowej. 10 kolejnych osób zostało rannych w wyniku zawalenia się budynku, z czego jedna zmarła w szpitalu na skutek odniesionych obrażeń[62].
- Ciężarówka i pojazd użytkowy przewożące pasażerów zderzyły się na drodze ekspresowej Zaria–Kano w stanie Kano w Nigerii. W wyniku zderzenia zginęło 21 osób, a trzy zostały ranne[63].
- Wodowskaz przy bulwarach wiślanych w Warszawie, zanotował poziom wody w Wiśle wynoszący 13 cm, co stanowiło nowy najniższy wynik w historii pomiarów[64].

## 5 lipca
- W Birmingham odbył się pożegnalny koncert grupy Black Sabbath[65].

## 4 lipca
- Co najmniej 25 osób zginęło, a setki zaginęły w wyniku powodzi w środkowym Teksasie w Stanach Zjednoczonych[66].
- Co najmniej 14 osób zginęło, gdy zawalił się budynek w Karaczi w Pakistanie[67].

## 3 lipca
- W wyniku eksplozji materiału wybuchowego, w zamachu zorganizowanym przez SBU, zginął Manolis Piławow, separatysta i polityk nieuznawanej Ługańskiej Republiki Ludowej[68].
- Miał miejsce pożar kompleksu budynków przy ul. Powstańców 62 w Ząbkach. Pożar strawił dach i cztery górne piętra bloków, w wyniku czego poszkodowanych zostało ok. 500 osób[69][70].
- Południowoamerykański blok handlowy Mercosur i europejski blok EFTA podpisały umowę o wolnym handlu, powołując wolny obszar celny obejmujący prawie 300 milionów ludzi[71][72].
- W Peru archeologowie odkryli w Caral 3500-letnie miasto Peñico[73].

## 2 lipca
- Organizacja Minor Planet Center potwierdziła, że odkryto 3I/ATLAS, trzeci obiekt międzygwiezdny tego typu, który przelatuje przez Układ Słoneczny po trajektorii hiperbolicznej. Obiekt jest prawdopodobnie kometą i może mieć średnicę 20 km[74][75].
- Ford wycofał ponad 200 tys. pojazdów z powodu wady oprogramowania, która mogła spowodować awarię kamery cofania, zwiększając ryzyko wypadków[76].

## 1 lipca
- W nocy miał miejsce pożar podstacji energetycznej na stacji metra Racławicka w Warszawie[77][78].